# Seenot im Rettungsboot
Rette sich wer kann ist ein Brettspiel, welches 1993 bei Walter Müller’s Spielewerkstatt erschien. 2006 erschien eine neu illustrierte Neuauflage als Seenot im Rettungsboot beim Argentum Verlag und eine englische Version als Lifeboats bei Z-Man Games.

## Spielziel
Die Spieler versuchen möglichst viele ihrer Matrosen und Steuermänner auf einer der drei Inseln in Sicherheit zu bringen. Doch nicht jedes Rettungsboot kommt an, und nicht alle Inseln sind gleich gut. Für jeden geretteten Matrosen und Steuermann gibt es Punkte. Die Punktanzahl hängt von der Insel ab, auf der die Spielfigur gelandet ist. Das Spiel ist zu Ende, sobald sich keine Spielfiguren mehr in Rettungsbooten auf offener See befinden. Der Spieler mit den meisten Punkten hat gewonnen.

## Spielablauf
Das Spiel wird in Runden gespielt, wobei nach jeder Runde der Startspieler im Uhrzeigersinn wechselt. In jeder Spielrunde bekommt ein Boot ein Leck. Mit Hilfe der Abstimmkarten in den Farben der Boote und Spielfiguren stimmen alle Spieler verdeckt darüber ab, welches Boot betroffen ist. Jedes Leck belegt einen Platz in dem Rettungsboot. Gibt es keinen freien Platz mehr, muss eine Spielfigur das Boot verlassen und ist aus dem Spiel. Alle Spieler mit Spielfiguren in dem betroffenen Boot stimmen darüber ab (wieder verdeckt), wer der Unglückliche ist. Ein Spieler hat dabei so viele Stimmen, wie er Spielfiguren in dem betroffenen Boot hat. Für einen Steuermann gibt es sogar zwei Stimmen.
Als Nächstes stimmen alle Spieler darüber ab (wieder verdeckt), welches Boot sich ein Feld in Richtung der rettenden Inseln bewegt. Das Boot mit den meisten Stimmen wird auf dem Spielplan verschoben. Erreicht ein Boot eine Insel, werden die Figuren darin auf die entsprechende Insel gesetzt. Das Boot kommt aus dem Spiel.
Die letzte Aktion einer Spielrunde ist das Umsteigen. Beginnend mit dem Startspieler, muss jeder Spieler eine Spielfigur aus einem Rettungsboot aussteigen lassen. Es ist möglich, dass ein Spieler keine Spielfigur aussteigen lassen kann, weil je Boot nur eine Spielfigur aussteigen darf. Anschließend lassen die Spieler ihre Spielfiguren in umgekehrter Reihenfolge wieder einsteigen, wobei die Plätze in den vorderen Rettungsbooten natürlich sehr beliebt sind. Eine Spielfigur, die nicht mehr einsteigen kann, weil Spielfiguren nicht in das Boot einsteigen dürfen, aus dem sie ausgestiegen sind, kommt aus dem Spiel.
Bevor die nächste Runde beginnt, wird noch geprüft, ob alle Rettungsboote schwimmfähig sind. Hat ein Boot mehr Lecks als Spielfiguren an Bord (die das Wasser abschöpfen), sinkt das Boot. Das Boot kommt mit allen darin befindlichen Spielfiguren aus dem Spiel.
Bei allen Abstimmungen haben die Spieler die Möglichkeit, alternativ zur Bootskarte eine der drei Kapitänskarten auszuspielen. Ist er der einzige Spieler, der eine Kapitänskarte ausgespielt hat, darf er das Ergebnis der Abstimmung alleine bestimmen. Sind mehrere Kapitänskarten gespielt worden, heben diese sich gegenseitig auf. Kapitänskarten kommen nach Gebrauch aus dem Spiel.

## Zielgruppe
Seenot in Rettungsboot ist ein einfaches Spiel mit hohem Spaß-Faktor sowie viel Kommunikation und Interaktion. Es ist für Gelegenheitsspieler und Vielspieler gleichermaßen geeignet ist. Harmoniebedürftige Spieler sollten jedoch die Finger davon lassen.

## Ausstattung
Die Ausstattung ist hochwertig. Boote, Spielfiguren und Löcher bestehen aus Holz.
- 1 Spielbrett
- 1 Startspieler-Stein
- 7 Rettungsboote
- 30 Matrosen (5 je Spieler)
- 12 Steuermänner (2 je Spieler)
- 15 Löcher / Leck
- 42 Abstimmkarten (7 je Spieler)
- 18 Kapitänskarten (3 je Spieler)